# Geografia dell'Isola di Baranof

## Baie, insenature e canali marini
Elenco delle principali baie, insenature e canali marini lungo la costa (da nord in senso orario) dell'isola di Baranof (Arcipelago Alessandro - Alaska sud-orientale).

### Stretto di Peril (Lato orientale)
Stretto di Peril (Peril Strait) 57°31′52″N 135°16′14″W - Lo stretto collega a nord lo stretto di Hoonah (Hoonah Sound) con a sud-est il canale Portage (Portage Arm) e divide l'isola di Baranof principalmente dall'isola di Chichagof (Chichagof Island). Nello stretto sono presenti le seguenti masse d'acqua:
- Baia di Nismeni (Nismeni Cove) 57°33′57″N 135°24′39″W - Si trova nella penisola di Duffield (Duffield Peninsula); ed è la baia più settentrionale dell'isola.
- Baia di Rodman (Rodman Bay) 57°28′02″N 135°22′10″W - La baia in realtà è un fiordo lungo 11 chilometri (largo mediamente 1 - 1,5 chilometri) alla base della penisola di Duffield (Duffield Peninsula). All'interno del fiordo si trovano le isole Laul (Laul Islands).
- Baia di Appleton (Appleton Cove) 57°28′18″N 135°16′41″W - La baia, ampia 1,6 chilometri, sbocca nella parte iniziale meridionale della più grande baia di Rodman (Rodman Bay) e contiene due piccole isole: Prince (Prince Island) e Andersen (Andersen Island).
- Baia di Saook (Saook Bay) 57°26′30″N 135°11′49″W - La baia è un fiordo lungo circa 5 chilometri.
- Baia di Hanus (Hanus Bay) 57°24′46″N 135°01′59″W - Al centro della baia, ampia 3,7 chilometri, si trova l'isola di Dead Tree (Dead Tree Island) e all'entrata nord dei canale Portage (Portage Arm).

### Canale di Portage
Canale di Portage (Portage Arm) 57°21′40″N 134°56′21″W - Lo stretto collega a nord lo stretto di Peril (Peril Strait) con a sud, tramite la baia di Kelp (Kelp Bay), lo stretto di Chatham (Chatham Strait) e divide l'isola di Baranof dall'isola di Catherine (Catherine Island). Nello stretto sono presenti le seguenti masse d'acqua:
- Baia di Middle Arm Kelp (Middle Arm Kelp Bay) 57°20′33″N 134°59′42″W - La baia è un fiordo lungo 9 chilometri e fa parte della baia di Kelp (Kelp Bay).
- Baia di South Arm Kelp Bay (South Arm Kelp Bay) 57°17′32″N 134°59′54″W - La baia è un fiordo lungo 7,5 chilometri e fa parte della baia di Kelp (Kelp Bay).
- Il bacino (The Basin) 57°16′30″N 134°55′17″W - The Basin è una baia larga 2,4 chilometri, contiene le isole di Pond (Pond Island) e di Crow (Crow Island) e fa parte della baia di Kelp (Kelp Bay).
- Baia di Kelp (Kelp Bay) 57°18′00″N 134°52′03″W - La baia si trova all'estremo meridionale del canale di Portage (Portage Arm).

### Stretto di Chatham
Stretto di Chatham (Chatham Strait) 56°57′54″N 134°37′32″W - Lo stretto, lungo in tutto 241 chilometri, collega a nord il canale di Portage (Portage Arm) con a sud l'oceano Pacifico e divide l'isola di Baranof da alcune altre isole (Admiralty Island e Kuiu Island). Nello stretto sono presenti le seguenti masse d'acqua:
- Baia di Cosmos (Cosmos Cove) 57°14′38″N 134°51′27″W - La baia è ampia 0,5 chilometri e lunga quasi 3 chiloemtri.
- Baia di Kasnyku (Kasnyku Bay) 57°13′02″N 134°50′58″W - La baia, alla cui entrata si trova l'isola di Round (Round Island), è tributata dal lago Hidden Falls (Hidden Falls Lake).
- Baia di Ell (Ell Cove) 57°12′11″N 134°50′27″W - L'entrata della baia è ampia 160 metri.
- Baia di Waterfall (Waterfall Cove) 57°11′47″N 134°49′54″W - La baia è tributata dal lago Kasnyku (Kasnyku Lake).
- Baia di Takatz (Takatz Bay) 57°08′57″N 134°49′37″W
- Baia di Warm Springs (Warm Springs Bay) 57°04′59″N 134°48′12″W - Due laghi sono tributari di questa baia: Baranof (Baranof Lake) e Sadie (Sadie Lake).
- Baia di Cascade (Cascade Bay) 57°01′34″N 134°45′17″W - La baia, ampia 800 metri, è tributata dal lago Carbon (Carbon Lake).
- Baia di Nelson (Nelson Bay) 56°57′11″N 134°44′09″W
- Baia di Red Bluff (Red Bluff Bay) 56°51′41″N 134°45′22″W - La baia è un fiordo lungo 7 chilometri.
- Baia di Hoggatt (Hoggatt Bay) 56°46′37″N 134°42′03″W - La baia, ampia 1 chilometro, è un fiordo lungo 6 chilometri.
- Baia di Gut (Gut Bay) 56°42′58″N 134°42′09″W
- Baia di Patterson (Patterson Bay) 56°34′13″N 134°39′27″W - La baia è un fiordo lungo 10,3 chilometri.
- Baia di Deep (Deep Cove) 56°32′44″N 134°42′29″W - La baia è tributata dal lago Cliff (Cliff Lake).
- Baia di Mist (Mist Cove) 56°31′24″N 134°39′58″W - È una piccola baia e riceve le acque di due laghi: Deer (Deer Lake) e Fawn (Fawn Lake).
- Baia di Jerry (Jerry Harbor) 56°28′52″N 134°38′38″W
- Baia di Herbert (Port Herbert) 56°26′16″N 134°42′05″W - La baia è un fiordo lungo 6,8 chilometri.
- Baia di Codfish (Codfish Cove) 56°25′21″N 134°38′30″W - La baia è ampia 480 metri.
- Baia di Walter (Big Port Walter) 56°23′03″N 134°43′04″W - La baia, divisa in più aree (Big Port Walter, Port Walter, Lovers Cove, Denmark Cove e Seaplane Base) in tutto è lunga 6 chilometri; è inoltre tributata da alcuni laghi (Lake Osprey, Sashin Lake e Borodino lake).
- Baia di Toledo (Toledo Harbor) 56°22′26″N 134°37′52″W
- Baia di Lucy (Port Lucy) 56°19′59″N 134°39′00″W - La baia è un fiordo lungo 9,6 chilometri. Il lago Clarks (Clarks lake) è un suo tributario.
- Baia di Miner (Miner Cove) 56°18′32″N 134°38′16″W
- Baia di Armstrong (Port Armstrong) 56°17′34″N 134°39′42″W - La baia è lunga 1,6 chilometri.
- Baia di Conclusion (Port Conclusion) 56°16′20″N 134°39′28″W - La baia, lunga 4,8 chilometri, è formata da diverse aree: la baia di John (John Bay), la baia di Graveyard (Graveyard Cove) e la baia di Ship (Ship Cove).
- Baia di Alexander (Port Alexander) 56°14′44″N 134°39′03″W - La baia è ampia 320 metri.

### Oceano Pacifico
Oceano Pacifico. Questa parte di mare collega a sud lo stretto di Chatham (Chatham Strait) con a nord lo stretto di Sitka (Sitka Sound). In questa area marina sono presenti le seguenti masse d'acqua:
- Baia di Ommaney (Ommaney Bay) 56°10′19″N 134°41′08″W - È la baia più meridionale dell'isola.
- Baia di Larch (Larch Bay) 56°12′30″N 134°42′45″W - La baia è ampia 3,65 chilometri.
- Baia di Little Puffin (Little Puffin Bay) 56°13′52″N 134°46′37″W
- Baia di Puffin (Puffin Bay) 56°15′55″N 134°47′34″W - La baia è un fiordo lungo 4,85 chilometri.
- Baia di Driftwood (Driftwood Cove) 56°16′17″N 134°49′03″W - La baia è ampia 480 metri.
- Baia di Little Branch (Little Branch Bay) 56°18′59″N 134°49′09″W
- Baia di Big Branch (Little Branch Bay) 56°21′07″N 134°49′30″W - La baia è un fiordo lungo 9,7 chilometri.
- Baia di Redfish (Redfish Bay) 56°19′41″N 134°51′51″W - All'entrata della baia sono presenti due isole: Redfish Island e Beavertail Island (quest'ultima isola divide la baia di Redfish dalla baia di Big Branch); un'altra isola è situata all'interno della baia (Midway Island). All'interno della baia sono presenti altre aree acquatiche: Thenfathom Anchorage, First Narrows e Second Narrows. La baia è tributata dal lago Tumakof (Tumakof Lake).
- Baia di Byron (Byron Bay) 56°23′03″N 134°54′56″W - La baia, ampia 804 metri, divide la penisola di Kekur (Kekur Peninsula) dall'oceano Pacifico.
- Baia di Snipe (Snipe Bay) 56°26′01″N 134°55′29″W
- Baia di Sandy (Sandy Bay) 56°28′52″N 134°59′01″W - Tributario della baia è il fiume Maksoutof (Maksoutof River).
- Baia di Close (Close Bay) 56°31′17″N 135°01′49″W - La baia è ampia 800 metri.
- Baia di Whale (Whale Bay) 56°36′31″N 135°02′01″W - Lo sviluppo complessivo della baia è circa 26 chilometri di lunghezza. Nella baia sono presenti le seguenti masse d'acqua:

- Baia di Still (Still Harbor) 56°33′08″N 135°01′46″W - All'entrata della baia sono presenti le isole Tikhaia (Tikhaia Islands).
- Baia di Banks (Port Banks) 56°35′04″N 134°59′51″W - La baia è ampia 1,1 chilometri e lunga 4,25 chilometri. Il lago Plotnikof (Plotnikof Lake) è un suo tributario.
- Baia di Rakovoi (Rakovoi Bay) 56°35′16″N 134°56′59″W - La baia comprende anche il bacino di Kritoi (Kritoi Basin); all'entrata della baia si trova l'isola di Krishka (Krishka Island) più altre minori.
- Baia di Great (Great Arm) 56°40′29″N 134°53′53″W - Si tratta di un lungo fiordo di 17 chilometri largo mediamente meno di un chilometro. Il lago Avoss (Avoss Lake) è un suo tributario. All'entrata della baia si trova l'isola di Kakovo (Kakovo Island).
- Baia di Small (Small Arm) 56°41′11″N 134°59′25″W - Si tratta di un lungo fiordo di 10 chilometri largo mediamente meno di un chilometro. Il lago Politofski (Politofski Lake) è un suo tributario. All'entrata della baia si trovano le isols di Makhanati (Makhanati Islands).

- Baia di Necker (Necker Bay) 56°43′26″N 135°05′28″W - Lo sviluppo complessivo della baia è circa 22 chilometri di lunghezza. All'entrata settentrionale sono presenti le isole Yamani (Yamani Islets). Nella baia sono presenti le seguenti masse d'acqua:

- Baia di Dorothy (Dorothy Cove) 56°43′42″N 135°03′41″W - La baia è ampia 1,6 chilometri.
- Baia di Secluded (Secluded Bay) 56°44′51″N 135°00′59″W - La baia è tributata dal lago Benzeman (Benzeman Lake).

- Insenatura di Crawfish (Crawfish Inlet) 56°46′53″N 135°07′14″W - L'insenatura di Crawfish, situata nell'arcipelago di Rankof (Rankof Islands), è formata da una serie di canali e baie tra cui:

- Canale di Walker (Walker Channel) 56°42′49″N 135°12′21″W - Il canale divide l'isola di Baranof dall'isola di Beauchamp (Beauchamp Island)
- Jamboree Bay (Jamboree Bay) 56°42′05″N 135°10′42″W - La baia, lunga 3,2 chilometri, è una derivazione del canale di Walker (Walker Channel).
- Canale di Cameron (Cameron Pass) 56°42′58″N 135°16′31″W - Il passaggio marino si trova tra le isole Scow (Scow Island) e Beauchamp (Beauchamp Island) nell'arcipelago di Rakof (Rakof Islands).
- Baia di Scow (Scow Bay) 56°43′15″N 135°15′16″W - La baia si trova nell'isola di Beauchamp (Beauchamp Island) nell'arcipelago di Rakof (Rakof Islands).
- Canale di Middle (Middle Channel) 56°43′34″N 135°16′00″W - Il canale si trova nell'arcipelago di Rakof (Rakof Islands).
- Canale di Cedar (Cedar Pass) 56°47′25″N 135°10′57″W - Il canale, lungo 4,8 chilometri, divide il lato orientale dell'isola di Lodge (Lodge Island) dall'isola di Baranof.
- Canale di West Crawfish (West Crawfish Inlet) 56°48′36″N 135°11′34″W - Il canale divide il lato nord-occidentale dell'isola di Lodge (Lodge Island) dall'isola di Baranof.
- Baia di Shamrock (Shamrock Bay) 56°49′37″N 135°07′20″W - La baia si trova alla fine del canale di West Crawfish (West Crawfish Inlet) ed è tributata dal lago Ekaterina (Ekaterina Lake).

- Canale di Windy (Windy Passage) 56°47′31″N 135°20′05″W - È un canale che divide l'isola di Baranof dall'arcipelago di Necker (Necker Islands), è formata da alcune baie tra cui:

- Baia di President (President Bay) 56°47′02″N 135°17′27″W
- Baia di Sevenfathom Bay (Sevenfathom Bay) 56°47′38″N 135°18′18″W - La baia si trova di fronte all'isola Gornoi (Gornoi Island).
- Baia di Big (Big Bay) 56°49′13″N 135°19′57″W - La baia si trova di fronte all'isola Elovoi (Elovoi Island).

- Baia di Hot Springs (Hot Springs Bay) 56°50′06″N 135°23′44″W - La baia è formata da alcune masse d'acqua minori tra cui:

- Stretti di Dorothy (Dorothy Narrows) 56°49′15″N 135°22′36″W - Gli stretti collegano il canale di Windy (Windy Passage) con la baia di Hot Springs (Hot Springs Bay) e divide l'isola di Baranof dall'isola Elovoi (Elovoi Island).
- Baia di Kliuchevoi (Kliuchevoi Bay) 56°50′21″N 135°22′03″W - La baia si trova a nord della penisola di Kliuchef Kliuchef Peninsula).
- Baia di Crane (Crane Cove) 56°50′58″N 135°22′20″W - La baia si trova di fronte alle isole Fragrant Island, Kolash Island e Torsar Island.

### Stretto di Sitka
Stretto di Sitka (Sitka Sound) 56°58′22″N 135°29′27″W - Lo stretto collega a sud l'oceano Pacifico con a nord lo stretto di Nakwasina (Nakwasina Sound). Nello stretto sono presenti le seguenti masse d'acqua:
- Baia di Redoubt (Redoubt Bay) 56°54′52″N 135°20′10″W - La baia, posta di fronte all'arcipelago di Taigud (Taigud Islands), è formata da alcune masse d'acqua minori tra cui:

- Baia di Kanga (Kanga Bay) 56°53′25″N 135°21′16″W - All'entrata della baia si trova l'isola di Kanga (Kanga Island).
- Canale di Islet (Islet Passage) 56°54′06″N 135°20′57″W - Il canale divide una penisola dell'isola di Baranof dalle isole Kanga (Kanga Island) e Ilput (Ilput Island).
- Baia di Kidney (Kidney Cove) 56°54′25″N 135°19′15″W - La baia, tramite alcune rapide, è alimentata dal lago Redoubt (Redoubt Lake).

- Baia di Mielkoi (Mielkoi Cove) 56°57′36″N 135°22′29″W - Di fronte alla baia sono presenti alcune piccole isole (Calming island e Obsechki Island).
- Baia di Three Entrance (Three Entrance Bay) 56°58′42″N 135°22′22″W
- Canale di Eastern (Eastern Channel) 57°01′02″N 135°19′19″W - Il canale si estende dallo stretto di Sitka (Sitka Sound) fino alla baia di Silver (Silver Bay), e contiene le seguenti masse d'acqua:

- Baia di Pirate (Pirate Cove) 56°59′18″N 135°22′03″W
- Baia di Samsing (Samsing Cove) 56°58′57″N 135°21′22″W - La baia si trova di fronte all'isola di Long (Long Island).
- Baia di Sandy (Sandy Cove) 56°58′58″N 135°18′51″W
- Insenatura di Deep (Deep Inlet) 56°57′05″N 135°15′54″W - L'insenatura è un fiordo lungo 7,2 chilometri.
- Baia di Aleutkina (Aleutkina Bay) 57°00′03″N 135°18′30″W - La baia, ampia 4 chilometri, si trova di fronte all'arcipelago di Ketchuma (Ketchuma Islands).
- Baia di Leesoffskaia (Leesoffskaia Bay) 57°00′08″N 135°15′52″W - La baia, ampia 4 chilometri, si trova di fronte all'arcipelago di Ketchuma (Ketchuma Islands).
- Baia di Camp Coogan (Camp Coogan Bay) 57°00′21″N 135°13′54″W - La baia è ampia 300 metri.
- Baia di Birdsnest (Birdsnest Bay) 57°00′54″N 135°14′25″W
- Baia di No Thorofare (No Thorofare Bay) 57°01′06″N 135°13′25″W
- Baia di Silver (Silver Bay) 57°00′33″N 135°10′00″W - La baia è un fiordo lungo 10 chilometri; al suo interno si trovano le baie di Bear (Bera Cove), Sawmll (Sawmll Cove) e Herring (Herring Cove); la baia è tributata da alcuni laghi: Salmon (Salmon lake), Green (Green lake) e Medvejie (Medvejie Lake).
- Baia di Thimbleberry (Thimbleberry Bay) 57°02′05″N 135°15′56″W - All'entrata della baia si trovano le isole di Marshall (Marshall Island) e Harris (Harris Island).
- Baia di Jamestown (Jamestown Bay) 57°02′40″N 135°17′35″W - All'entrata della baia, ampia un chilometro, si trovano diverse isole la più grande delle quali è l'isola di Guertin (Guertin Island).

- Canale di Middle (Middle Channel) 57°02′03″N 135°21′17″W - Il canale si estende dallo stretto di Sitka (Sitka Sound) fino di fronte alla cittadina di Sitka e contiene le seguenti masse d'acqua:

- Baia di Crescent (Crescent Bay) 57°02′46″N 135°19′30″W - La baia, ampia 500 metri, si trova a sud della cittadina di Sitka.

- Canale di Western (Western Channel) 57°02′59″N 135°23′50″W - Il canale si estende dallo stretto di Sitka (Sitka Sound) fino al lato più settentrionale della cittadina di Sitka e contiene le seguenti masse d'acqua:

- Baia di Whiting (Whiting Harbor) 57°02′53″N 135°22′10″W - La baia si trova di fronte all'aeroporto municipale della cittadina di Sitka.
- Baia di Sitka (Sitka Harbor) 57°03′14″N 135°20′50″W - La baia si trova di fronte all'abitato della cittadina di Sitka.

### A nord dello stretto di Sitka
A nord dello stretto di Sitka (Sitka Sound), fino al lato occidentale dello stretto di Peril (Peril Strait), si trovano le seguenti masse d'acqua:
- Baia di Starrigavan (Starrigavan Bay) 57°08′02″N 135°22′27″W - La baia si trova di fronte all'isola di Big Gavanski (Big Gavanski Island).
- Baia di Katlian (Katlian Bay) 57°10′10″N 135°20′10″W - La baia è un'ampia insenatura che divide l'isola di Baranof dalla penisola di Lisianski (Lisianski Peninsula). La baia contiene le seguenti masse d'acqua:

- Baia di Cedar (Cedar Cove) 57°11′08″N 135°21′18″W - La baia è ampia 320 metri.

- Stretto di Nakwasina (Nakwasina Sound) 57°12′59″N 135°23′13″W - Lo stretto, lungo 8,5 chilometri, divide l'isola di Baranof dal lato orientale dell'isola di Halleck (Halleck Island).
- Canale di Nakwasina (Nakwasina Passage) 57°14′58″N 135°27′08″W - Il canale (un proseguimento dello stretto di Nakwasina) divide l'isola di Baranof dal lato settentrionale dell'isola di Halleck (Halleck Island).
- Stretto di Neva (Neva Strait) 57°17′44″N 135°36′46″W - Lo stretto, lungo 17 chilometri, collega a sud il canale di Nakwasina (Nakwasina Passage) con a nord lo stretto di Salisbury (Salisbury Sond) e divide l'isola di Baranof dall'isola di Partofshikof (Partofshikof Island). Lo stretto contiene le seguenti masse d'acqua:

- Baia di Whitestone (Whitestone Cove) 57°14′47″N 135°33′22″W
- Stretti di Whitestone (Whitestone Narrows) 57°14′54″N 135°33′45″W - Gli stretti si trovano nella parte meridionale del più grande stretto di Neva (Neva Strait).
- Baia di Saint John Baptist (Saint John Baptist Bay) 57°17′34″N 135°34′35″W

- Stretto di Salisbury (Salisbury Sound) 57°21′38″N 135°46′52″W - Lo stretto collega a sud lo stretto di Neva (Neva Strait) con a nord gli stretti di Kakul (Kakul Narrows).
- Stretti di Kakul (Kakul Narrows) 57°22′42″N 135°40′21″W - Gli stretti collegano a sud lo stretto di Salisbury (Salisbury Sound) con a nord lo stretto di Peril (Peril Strait) e divide l'isola di Baranof dall'isola di Chichagof (Chichagof Island). Gli stretti contengono le seguenti masse d'acqua:

- Baia di Louise (Louise Cove) 57°22′11″N 135°40′01″W
- Baia di Fish (Fish Bay) 57°22′18″N 135°33′39″W - La baia è lunga 9,6 chilometri e contiene alcune insenature minori:

- Baia di Haley (Haley Anchorage) 57°22′21″N 135°36′56″W - La baia è larga 1,3 chilometri.
- Baia di Schulze (Schulze Cove) 57°23′49″N 135°36′07″W - La baia si trova di fronte all'isola di Piper (Piper Island).

### Stretto di Peril (Lato occidentale)
Stretto di Peril (Peril Strait) 57°31′52″N 135°16′14″W - Lo stretto collega a sud gli stretti di Stretti di Kakul (Kakul Narrows) con a nord lo stretto di Hoonah (Hoonah Sound) e divide l'isola di Baranof principalmente dall'isola di Chichagof (Chichagof Island). Nello stretto sono presenti le seguenti masse d'acqua:
- Canale di Sergius (Sergius Channel) 57°24′25″N 135°37′45″W - Il canale collega gli stretti di Kakul con lo stretto di Peril.
- Baia di Launch (Launch Cove) 57°24′01″N 135°37′12″W
- Baia di Bear (Bear Bay) 57°25′13″N 135°34′35″W - La baia, larga 320 metri, si trova di fronte all'isola di Bear Baby (Bear Baby Island).
- Baia di Baby Bear (Baby Bear Bay) 57°26′00″N 135°33′03″W - La baia è larga 1280 metri.
- Canale di Adams (Adams Channel) 57°27′17″N 135°32′14″W - Il canale divide l'isola di Baranof dalle isole Big Rose (Big Rose Island) e Little Rose Little Rose Island).

## Fiumi
Principali fiumi dell'isola (le coordinate si riferiscono alla foce):
- Fiume Baranof (Baranof River)[123] 57°04′08″N 134°53′55″W - Il fiume, lungo 14,4 chilometri, è tributario del lago di Baranof (Baranof Lake).
- Fiume Cascade (Cascade Creek)[124] 57°04′23″N 135°22′05″W - Il fiume, lungo 4 chilometri, è tributario dello stretto di Sitka (Sitka Sound) subito a nord della cittadina di Sitka.
- Fiume Clear (Clear River)[125] 57°15′30″N 135°00′31″W - Il fiume, lungo 10 chilometri, sfocia nella baia di South Arm Kelp Bay (South Arm Kelp Bay).
- Fiume Coxe (Coxe River)[126] 57°10′24″N 135°16′37″W - Il fiume, lungo 4 chilometri, sfocia nella baia di Katlian (Katlian Bay) ed ha origine dal lago di Cold Storage (Cold Storage Lake).
- Fiume Fish Bay (Fish Bay Creek)[127] 57°21′27″N 135°28′57″W - Il fiume sfocia nella baia di Fish (Fish Bay) dopo 12,8 chilometri di percorso.
- Fiume Glacial (Glacial River)[128] 57°15′39″N 134°59′40″W - Il fiume, lungo 14 chilometri, sfocia nella baia di South Arm Kelp Bay (South Arm Kelp Bay).
- Fiume Granite (Granite Creek)[129] 57°06′07″N 135°23′58″W - Il fiume è tributario dello stretto di Sitka (Sitka Sound).
- Fiume Indian (Indian River)[130] 57°02′43″N 135°18′38″W - Il fiume è tributario dello stretto di Sitka (Sitka Sound). Nasce tra il colle di Gavan (Gavan Hill) e il gruppo montuoso The Sisters (The Sisters) e attraversa la cittadina di Sitka.
- Fiume Katlian (Katlian River)[131] 57°10′11″N 135°16′29″W - Il fiume sfocia nella baia di Katlian (Katlian Bay).
- Fiume Kasnyku (Kasnyku Creek)[132] 57°11′32″N 134°49′55″W - Il fiume nasce dal lago di Kasnyku (Kasnyku Lake) ed è tributario della baia di Waterfall (Waterfall Cove) compresa nello stretto di Chatham (Chatham Strait).
- Fiume Kizhuchia (Kizhuchia Creek)[133] 56°56′11″N 135°21′14″W - Il fiume è tributario della baia di Redoubt (Redoubt Bay).
- Fiume Maksoutof (Maksoutof River)[134] 56°30′15″N 134°58′10″W - Il fiume alimenta diversi laghi (Rezanof Lake, Khvostof Lake e Maksoutof Lake) e quindi sfocia nella baia di Sandy (Sandy Cove).
- Fiume Range (Range Creek)[135] 57°25′47″N 135°32′27″W - Il fiume sfocia nel canale di Adams (Adams Channel), all'interno dello stretto di Peril (Peril Strait).
- Fiume Rodman (Rodman Creek)[136] 57°26′07″N 135°23′43″W - Il fiume sfocia nella baia di Rodman (Rodman Bay) contenuta nello stretto di Peril (Peril Strait).
- Fiume Salmon (Salmon Creek)[137] 56°58′50″N 135°08′50″W - Il fiume collega il lago di Lucky Chance (Lucky Chance Lakes) con il lago di Salmon (Salmon Lake) e quindi sfocia nella baia di Silver (Silver Bay).
- Fiume Sawmill (Sawmill Creek)[138] 57°02′50″N 135°13′42″W - Il fiume è tributario della baia di Sawmll (Sawmll Cove) e nasce dal lago Blue (Blue Lake).
- Fiume Takatz (Takatz Creek)[139] 57°08′30″N 134°51′51″W - Il fiume nasce dal lago di Takatz (Takatz Lake) ed è tributario della baia di Takatz (Takatz Bay) compresa nello stretto di Chatham (Chatham Strait).
- Fiume Vodopad (Vodopad River)[140] 56°59′08″N 135°07′19″W - Il fiume, lungo 16 chilometri, alimenta il lago di Green (Green Lakes) e quindi sfocia nella baia di Silver (Silver Bay).

## Cascate
Sull'isola di Baranof sono presenti le seguenti cascate e rapide:
- Cascate Hidden (Hidden Falls)[141] 57°12′59″N 134°52′27″W - La cascata riceve le acque del lago di Hidden Falls (Hidden Falls Lake) e si getta direttamente nel mare della baia di Kasnyku (Kasnyku Bay) compresa nello stretto di Chatham (Chatham Strait) dopo un salto di 11 metri.
- Cascate Kasnyku (Kasnyku Falls)[142] 57°11′28″N 134°49′57″W - La cascata si trova alla fine del fiume Kasnyku (Kasnyku Creek) e si getta nella baia di Waterfall (Waterfall Cove) dopo un salto di 28 metri.

Altre cascate e rapide senza nome indicate dalle mappe:
- 57°12′06″N 134°51′09″W - Le acque della cascata sono tributarie della baia di Ell (Ell Cove) compresa nello stretto di Chatham (Chatham Strait)
- 56°53′05″N 135°17′26″W - Rapide tra il lago Redoubt (Redoubt Lake) e la baia di Redoubt (Redoubt Bay).
- 56°30′28″N 134°57′25″W - Rapide tra il lago Maksoutof (Maksoutof Lake) e la baia di Sandy (Sandy Bay) lungo il fiume Maksoutof (Maksoutof River).

## Monti e picchi
Elenco dei monti presenti nell'isola:
| Nome del monte                                  | Quota (m s.l.m.) | Coordinate             |
| ----------------------------------------------- | ---------------- | ---------------------- |
| Monte Ada (Mount Ada)                           | 1.380            | 56°40′50″N 134°41′38″W |
| Monte Annahootz (Annahootz Mountain)            | 1.310            | 57°17′19″N 135°18′42″W |
| Picco di Arrowhead (Arrowhead Peak)             | 907              | 57°04′15″N 135°13′21″W |
| Picco di Bahovec (Bahovec Peak)                 | 690              | 57°04′10″N 134°48′36″W |
| Monte Bassie (Mount Bassie)                     | 1.304            | 57°03′23″N 135°02′38″W |
| Monte Bear (Bear Mountain)                      | 1.103            | 57°03′01″N 135°09′41″W |
| Monte Camel (Camel Mountain)                    | 612              | 56°52′14″N 135°19′49″W |
| Monte Cecil (Mount Cecil)                       | 1.081            | 56°38′20″N 134°39′26″W |
| Picco di Clarence Kramer (Clarence Kramer Peak) | 1.106            | 57°05′30″N 135°10′00″W |
| Picco di Cupola (Cupola Peak)                   | 1.211            | 57°00′30″N 135°06′21″W |
| Monte Dranishnikof (Mount Dranishnikof)         | 866              | 56°54′01″N 135°17′03″W |
| Monte Elizabeth (Mount Elizabeth)               | 1.081            | 56°39′47″N 134°39′57″W |
| Monte Emma (Mount Emma)                         | 986              | 56°37′55″N 134°54′29″W |
| Monte Eureka (Eureka Mountain)                  | 906              | 56°58′11″N 135°10′42″W |
| Monte Furuhelm (Mount Furuhelm)                 | 1.185            | 57°03′00″N 134°55′47″W |
| Colle di Gavan (Gavan Hill)                     | 708              | 57°05′08″N 135°18′23″W |
| Picco di Grouse (Grouse Peak)                   | 962              | 56°21′05″N 134°46′40″W |
| Monte Hagemeister (Mount Hagemeister)           | 1.079            | 56°30′40″N 134°53′05″W |
| Monte Harding (Mount Harding)                   | 768              | 56°50′12″N 134°45′35″W |
| Monte Lucky Chance (Lucky Chance Mountain)      | 987              | 56°56′57″N 135°02′43″W |
| Monte Katlian (Mount Katlian)                   | 1.311            | 57°09′16″N 135°12′04″W |
| Monte Kinkaid (Mount Kinkaid)                   | 779              | 56°57′15″N 135°19′25″W |
| Monte Kliuchef (Mount Kliuchef)                 | 173              | 56°50′21″N 135°20′13″W |
| Monte Kolloen (Mount Kolloen)                   | 847              | 56°16′08″N 134°43′51″W |
| Monte Muravief (Mount Muravief)                 | 1.014            | 56°31′14″N 134°45′26″W |
| Picco di Ommaney (Ommaney Peak)                 | 466              | 56°11′01″N 134°40′41″W |
| Picco di Ptarmigan (Ptarmigan Peak)             | 905              | 56°21′01″N 134°46′06″W |
| Monte Race (Mount Race)                         | 1.130            | 56°53′21″N 134°47′12″W |
| Monte Radamaker (Mount Radamaker)               | 1.316            | 56°53′40″N 134°49′19″W |
| Monte Rosenberg (Mount Rosenberg)               | 883              | 57°17′00″N 135°19′24″W |
| Monte Rudakof (Mount Rudakof)                   | 1.078            | 56°27′24″N 134°49′20″W |
| Monte Sharp (Mount Sharp)                       | 783              | 56°48′47″N 135°15′03″W |
| Monte Sugarloaf (Sugarloaf Mountain)            | 469              | 57°01′39″N 135°13′12″W |
| Gruppo montuoso The Pyramids (The Pyramids)     | 854              | 56°56′25″N 135°17′00″W |
| Gruppo montuoso The Sisters (The Sisters)       | 1.079            | 57°06′02″N 135°13′05″W |
| Monte Verstovia (Mount Verstovia)               | 950              | 57°03′32″N 135°15′53″W |

Altri rilievi sono presenti sull'isola ma sono privi di indicazioni.

## Promontori

### Stretto di Peril (Lato orientale)
Stretto di Peril (Peril Strait) 57°31′52″N 135°16′14″W - Lo stretto collega a nord lo stretto di Hoonah (Hoonah Sound) con a sud-est il canale Portage (Portage Arm) e divide l'isola di Baranof principalmente dall'isola di Chichagof (Chichagof Island). Nello stretto sono presenti i seguenti promontori:
- Promontorio di Nismeni (Nismeni Point) 57°33′41″N 135°24′56″W - Il promontorio, posizionato all'entrata nord della baia di Nismeni (Nismeni Cove), rappresenta il punto più settentrionale dell'isola; l'elevazione è di 4 metri. Il promontorio si trova nella penisola di Duffield (Duffield Peninsula).
- Promontorio di Peschani (Peschani Point) 57°32′12″N 135°19′23″W - Il promontorio si trova nella penisola di Duffield (Duffield Peninsula).
- Promontorio di Elizabeth (Point Elizabeth) 57°30′36″N 135°17′29″W - Il promontorio, che si trova all'entrata settentrionale della baia di Rodman (Rodman Bay), è il punto più orientale della penisola di Duffield (Duffield Peninsula).
- Promontorio di Benham (Point Benham) 57°28′45″N 135°11′30″W - Il promontorio ha una elevazione di 22 metri.
- Promontorio di Saook (Saook Point) 57°27′38″N 135°10′01″W - Il promontorio, che si trova all'entrata settentrionale della baia di Saook (Saook Bay), ha una elevazione di 65 metri.
- Promontorio di Kennedy (Point Kennedy) 57°26′40″N 135°09′30″W - Il promontorio, che si trova all'entrata meridionale della baia di Saook (Saook Bay), ha una elevazione di 2 metri.
- Promontorio di Moses (Point Moses) 57°25′16″N 135°04′10″W - Il promontorio, che si trova all'entrata settentrionale della Baia di Hanus (Hanus Bay), ha una elevazione di 8 metri.

### Canale di Portage
Canale di Portage (Portage Arm) 57°21′40″N 134°56′21″W - Lo stretto collega a nord lo stretto di Peril (Peril Strait) con a sud, tramite la baia di Kelp (Kelp Bay), lo stretto di Chatham (Chatham Strait) e divide l'isola di Baranof dall'isola di Catherine (Catherine Island). Nel canale sono presenti i seguenti promontori:
- Promontorio di Portage (Portage Point) 57°19′46″N 134°54′48″W - Il promontorio, che divide il canale di Portage (Portage Arm) dalla baia di Middle Arm Kelp (Middle Arm Kelp Bay), ha una elevazione di 22 metri.
- Promontorio di South (South Point) 57°16′12″N 134°51′40″W - Il promontorio divide la baia di Kelp (Kelp Bay) dallo stretto di Chatham (Chatham Strait).

### Stretto di Chatham
stretto di Chatham (Chatham Strait) 56°57′54″N 134°37′32″W - Lo stretto, lungo in tutto 241 chilometri, collega a nord il canale di Portage (Portage Arm) con a sud l'oceano Pacifico e divide l'isola di Baranof da alcune altre isole (Admiralty Island e Kuiu Island). Nello stretto sono presenti i seguenti promontori:
- Scogliera di Graystone (Graystone Cliff) 57°14′10″N 134°50′44″W - La scogliera, che si trova tra la baia di Cosmos (Cosmos Cove) e la baia di Kasnyku (Kasnyku Bay), ha una elevazione di 93 metri.
- Promontorio di North (North Point) 57°13′24″N 134°50′33″W - Il promontorio, posizionato all'entrata settentrionale della baia di Kasnyku (Kasnyku Bay), ha una elevazione di 20 metri.
- Scogliera di White (White Cliff) 57°10′55″N 134°48′47″W - La scogliera ha una elevazione di 3 metri.
- Promontorio di Turbot (Point Turbot) 57°09′48″N 134°48′08″W - Il promontorio, posizionato all'entrata settentrionale della baia di baia di Takatz (Takatz Bay), ha una elevazione di 18 metri.
- Promontorio di Patterson (Patterson Point) 56°32′31″N 134°38′13″W - Il promontorio, posizionato all'entrata baia di Patterson (Patterson Bay), ha una elevazione di 36 metri.
- Promontorio di Hutchinson (Hutchinson Point) 56°23′07″N 134°38′07″W - Il promontorio, posizionato all'entrata meridionale della baia di Walter (Big Port Walter), ha una elevazione di 2 metri.
- Promontorio di Armstrong (Armstrong Point) 56°19′52″N 134°38′29″W - Il promontorio è posizionato all'entrata meridionale della baia di Lucy (Port Lucy).
- Promontorio di Eliza (Point Eliza) 56°16′19″N 134°38′38″W - Il promontorio è posizionato all'entrata meridionale della baia di Armstrong (Port Armstrong).
- Promontorio di Conclusion (Point Conclusion) 56°16′19″N 134°38′32″W - Il promontorio è posizionato all'entrata meridionale della baia di Conclusion (Port Conclusion).
- Capo Ommaney (Cape Ommaney) 56°10′01″N 134°40′10″W - Il promontorio è il punto più meridionale dell'isola di Baranof e divide lo stretto di Chatham (Chatham Strait) dall'oceano Pacifico.

### Oceano Pacifico
Oceano Pacifico. Questa parte di mare collega a sud lo stretto di Chatham (Chatham Strait) con a nord lo stretto di Sitka (Sitka Sound). In questa area marina sono presenti i seguenti promontori marini:
- Promontorio di Bobrovoi (Bobrovoi Point) 56°11′05″N 134°42′21″W - Il promontorio, posizionato all'entrata meridionale della baia di Larch (Larch Bay), ha una elevazione di 28 metri.
- Promontorio di Puffin (Puffin Point) 56°14′24″N 134°48′21″W - Il promontorio ha una elevazione di 25 metri e divide la baia di Little Puffin (Little Puffin Bay) dalla baia di Puffin (Puffin Bay) posta più a nord.
- Promontorio di Overhang (Overhang Point) 56°20′48″N 134°51′29″W - Il promontorio si trova all'interno della baia di Redfish (Redfish Bay).
- Promontorio di Granite (Granite Point) 56°20′23″N 134°51′54″W - Il promontorio si trova all'interno della baia di Redfish (Redfish Bay).
- Capo Redfish (Redfish Cape) 56°18′42″N 134°52′27″W - Il promontorio, posizionato all'entrata della baia di Redfish (Redfish Bay), ha una elevazione di 24 metri.
- Promontorio di Kekur (Kekur Point) 56°23′06″N 134°56′50″W - Il promontorio, con una levazione di 8 metri, si trova sulla penisola di Kekur (Kekur Peninsula).
- Promontorio di Lauder (Point Lauder) 56°32′23″N 135°03′28″W - Il promontorio, posizionato all'entrata meridionale della baia di Still (Still Harbor), ha una elevazione di 34 metri.
- Promontorio di Finger (Finger Point) 56°36′01″N 135°00′13″W - Il promontorio, posizionato all'interno della baia di Whale (Whale Bay), ha una elevazione di 4 metri.
- Capo North (North Cape) 56°35′57″N 135°08′00″W - Il promontorio, posizionato all'entrata settentrionale della baia di Whale (Whale Bay), ha una elevazione di 63 metri.
- Capo Aspid (Aspid Cape) 56°41′12″N 135°13′36″W - Il promontorio, posizionato all'entrata meridionale del canale di Walker (Walker Channel), ha una elevazione di 4 metri.
- Promontorio di Peresheek (Peresheek Point) 56°51′13″N 135°22′29″W - Il promontorio, posizionato all'entrata della baia di Crane (Crane Cove), ha una elevazione di 26 metri.

### Stretto di Sitka
Stretto di Sitka (Sitka Sound) 56°58′22″N 135°29′27″W - Lo stretto collega a sud l'oceano Pacifico con a nord lo stretto di Nakwasina (Nakwasina Sound). Nello stretto sono presenti i seguenti promontori:
- Promontorio di Povorotni (Povorotni Point) 56°56′56″N 135°23′27″W - Il promontorio, posizionato di fronte allo stretto di Sitka (Sitka Sound), ha una elevazione di 21 metri.
- Capo Burunof (Cape Burunof) 56°59′02″N 135°22′39″W - Il promontorio, posizionato all'entrata della baia di Pirate (Pirate Cove), ha una elevazione di 34 metri.
- Promontorio di Silver (Silver Point) 57°00′47″N 135°17′50″W - Il promontorio è posizionato all'entrata meridionale del canale di Eastern (Eastern Channel).
- Promontorio di Watson (Watson Point) 57°03′59″N 135°21′48″W - Il promontorio si trova a nord della cittadina di Sitka, ed ha una elevazione di 21 metri.
- Promontorio di Halibut (Halibut Point) 57°05′58″N 135°23′48″W - Il promontorio si trova di fronte all'isola di Middle (Middle Island) ed ha una elevazione di 10 metri.

### A nord dello stretto di Sitka
A nord dello stretto di Sitka (Sitka Sound), fino al lato occidentale dello stretto di Peril (Peril Strait), sono presenti i seguenti promontori:
- Promontorio di Harbor (Harbor Point) 57°07′33″N 135°23′09″W - Il promontorio si trova all'entrata della baia di Starrigavan (Starrigavan Bay) ed ha una elevazione di 25 metri.
- Promontorio di Lisianski (Lisianski Point) 57°08′42″N 135°23′39″W - Il promontorio si trova sulla penisola di Lisianski (Lisianski Peninsula) all'entrata della baia di baia di Katlian (Katlian Bay) ed ha una elevazione di 17 metri.
- Promontorio di Dog (Dog Point) 57°10′09″N 135°25′09″W - Il promontorio si trova sulla penisola di Lisianski (Lisianski Peninsula) all'entrata dello stretto di Nakwasina (Nakwasina Sound) ed ha una elevazione di 32 metri.
- Promontorio di Neva (Neva Point) 57°14′13″N 135°33′00″W - Il promontorio si trova all'entrata dello stretto di Neva (Neva Strait) ed ha una elevazione di 14 metri.
- Promontorio di Whitestone (Whitestone Point) 57°14′24″N 135°33′08″W - Il promontorio si trova all'interno dello stretto di Neva (Neva Strait) ed ha una elevazione di 22 metri.
- Promontorio di Zeal (Zeal Point) 57°17′25″N 135°35′59″W - Il promontorio si trova all'interno dello stretto di Neva (Neva Strait), all'entrata della baia di Saint John Baptist (Saint John Baptist Bay), ed ha una elevazione di 4 metri.
- Promontorio di Kakul (Point Kakul) 57°21′47″N 135°41′21″W - Il promontorio si trova all'entrata degli stretti di Kakul (Kakul Narrows) ed ha una elevazione di 4 metri.
- Promontorio di Range (Range Point) 57°22′25″N 135°39′18″W - Il promontorio si trova all'entrata della baia di Fish (Fish Bay) ed ha una elevazione di 8 metri.
- Promontorio di Haley (Haley Point) 57°22′19″N 135°36′19″W - Il promontorio si trova nella baia di Fish (Fish Bay).
- Promontorio di Fish (Fish Point) 57°23′23″N 135°37′40″W - Il promontorio si trova all'uscita settentrionale della baia di Fish (Fish Bay) ed ha una elevazione di 32 metri.

### Stretto di Peril (Lato occidentale)
Stretto di Peril (Peril Strait) 57°31′52″N 135°16′14″W - Lo stretto collega a sud gli stretti di Stretti di Kakul (Kakul Narrows) con a nord lo stretto di Hoonah (Hoonah Sound) e divide l'isola di Baranof principalmente dall'isola di Chichagof (Chichagof Island). Nello stretto sono presenti i seguenti promontori:
- Promontorio di Middle (Middle Point) 57°26′21″N 135°34′14″W - Il promontorio si trova nella parte meridionale/occidentale dello stretto di Peril (Peril Strait).
- Promontorio di Pogibshi (Pogibshi Point) 57°30′27″N 135°32′42″W - Il promontorio si trova di fronte all'isola di Povorotni (Povorotni Island) ed ha una elevazione di 10 metri.
- Promontorio di Rock (Rock Point) 57°31′46″N 135°29′25″W - Il promontorio si trova nella parte settentrionale dello stretto di Peril (Peril Strait) ed ha una elevazione di 17 metri.

## Laghi
Elenco dei laghi presenti sull'isola (le misure possono essere indicative, ovvero la seconda dimensione in genere è presa ortogonalmente alla prima nel suo punto mediano):
| Nome del lago                                  | Quota (m s.l.m.) | Dimensioni in chilometri (lunghezza x larghezza) | Coordinate             | Note |
| ---------------------------------------------- | ---------------- | ------------------------------------------------ | ---------------------- | --- |
| Lago di Antipatr (Antipatr Lake)               | 533              | 1,13 x 1                                         | 56°29′29″N 134°50′26″W | |
| Lago di Avoss (Avoss Lake)                     | 228              | 2,7 x 0,35                                       | 56°41′35″N 134°55′51″W | Le acque sono tributarie della baia di Great (Great Arm).                                                                                           |
| Lago di Banner (Banner Lake)                   | 57               | 1,61 x 0,3                                       | 56°34′18″N 134°42′02″W | Le acque sono tributarie della baia di Patterson (Patterson Bay).                                                                                   |
| Lago di Baranof (Baranof Lake)                 | 42               | 4 x 0,5                                          | 57°05′17″N 134°52′15″W | Il lago, tramite il suo emissario, è tributario della baia di Warm Springs (Warm Springs Bay)                                                       |
| Lago di Baturin (Baturin Lake)                 | 452              | 1,61                                             | 56°24′47″N 134°49′44″W | |
| Lago di Bear (Bear Lake)                       | 837              |                                                  | 57°02′01″N 135°08′07″W | Le sue acque sono tributarie della baia di Silver (Silver Bay).                                                                                     |
| Lago di Benzeman (Benzeman Lake)               | 35               | 8,05 x 0,8                                       | 56°46′03″N 134°58′45″W | Le acque sono tributarie della baia di Secluded (Secluded Bay).                                                                                     |
| Lago di Beaver (Beaver Lake)                   | 132              |                                                  | 57°03′27″N 135°11′45″W | |
| Lago di Betty (Betty Lake)                     | 88               | 2,25                                             | 56°17′34″N 134°41′52″W | Questo lago riversa le sue acque nel lago Jetty (Jetty Lake)                                                                                        |
| Lago di Blanchard (Blanchard Lake)             | 121              | 1,45 x 0,2                                       | 56°36′58″N 134°41′43″W | Le acque sono tributarie della baia di Patterson (Patterson Bay).                                                                                   |
| Lago di Blue (Blue Lake)                       | 107              | 5,3 x 1,8                                        | 57°04′30″N 135°09′51″W | |
| Lago di Borodino (Borodino Lake)               | 155              | 3,22                                             | 56°21′46″N 134°44′24″W | Il lago è tributario della baia di Walter (Big Port Walter).                                                                                        |
| Lago di Brentwood (Brentwood Lake)             | 220              | 1,6 x 0,25                                       | 56°37′49″N 134°42′13″W | Le acque sono tributarie della baia di Patterson (Patterson Bay).                                                                                   |
| Lago di Carbon (Carbon Lake)                   | 72               | 3,22 x 0,4                                       | 57°01′29″N 134°49′25″W | Il lago riceve le acque dal monte Furuhelm (Mount Furuhelm) e fluiscono nella baia di Cascade (Cascade Bay).                                        |
| Lago di Cliff (Cliff Lake)                     | 45               | 1,93 x 0,4                                       | 56°31′53″N 134°46′13″W | Il lago è tributario dell'insenatura di Deep (Deep Inlet).                                                                                          |
| Lago di Cold Storage (Cold Storage Lake)       | 470              | 1,13 x 0,3                                       | 57°12′00″N 135°14′11″W | Il lago è tributario del fiume Coxe (Coxe River) che sfocia nella baia di Katlian (Katlian Bay).                                                    |
| Lago di Davidof (Davidof Lake)                 | 469              | 2,74 x 0,66                                      | 56°36′43″N 134°51′47″W | Le acque di questo lago, che nascono dal monte Yanovski (Mount Yanovski), sono tributarie del lago di Plotnikof (Plotnikof Lake)                    |
| Lago di Deer (Deer Lake)                       | 114              | 4,83x 0,92                                       | 56°30′55″N 134°42′57″W | Il lago riceve le acque del monte Miravief (Mount Muravief) ed è tributario della baia di Mist (Mist Cove) tramite il fiume Deer (Deer Creek).      |
| Lago di Diana (Lake Diana)                     | 527              | 2,74 x 1,0                                       | 56°53′22″N 135°01′53″W | |
| Lago di Ekaterina (Lake Ekaterina)             | 35               | 4,02 x 0,45                                      | 56°50′46″N 135°04′12″W | Le acque del lago alimentano la baia di Shamrock (Shamrock Bay).                                                                                    |
| Lago di Eva (Lake Eva)                         | 14               | 2,7 x 0,80                                       | 57°23′59″N 135°06′28″W | Il lago è tributario della baia di Hanus (Hanus Bay) contenuta nello stretto di Peril (Peril Strait).                                               |
| Lago di Falls (Falls Lake)                     | 15               |                                                  | 56°49′29″N 134°42′12″W | Le acque si riversano direttamente nello stretto di Chatham (Chatham Strait).                                                                       |
| Lago di Fawn (Fawn Lake)                       | 67               |                                                  | 56°30′22″N 134°40′54″W | Il lago è tributario della baia di Mist (Mist Cove).                                                                                                |
| Lago di Four Falls (Four Falls Lake)           | 445              |                                                  | 57°00′02″N 134°46′36″W | Il lago si immette direttamente nello stretto di Chatham (Chatham Strait).                                                                          |
| Lago di Glacier (Glacier Lake)                 | 453              |                                                  | 57°05′37″N 135°04′37″W | Il lago, tramite il suo emissario, alimenta le acque del lago Blue (Blue Lake).                                                                     |
| Lago di Goat (Goat Lake)                       | 662              |                                                  | 57°13′46″N 135°04′26″W | Il lago è un affluente destro del fiume Clear (Clear River).                                                                                        |
| Lago di Green (Green Lake)                     | 253              | 5,10 x 0,81                                      | 56°58′48″N 135°03′55″W | Le sue acque sono tributarie della baia di Silver (Silver Bay).                                                                                     |
| Lago di Hidden Falls (Hidden Falls Lake)       | 64               | 1,61 x 0,5                                       | 57°13′11″N 134°53′29″W | Il lago sfocia direttamente nella baia di Kasnyku (Kasnyku Bay) compresa nello stretto di Chatham (Chatham Strait).                                 |
| Lago di Hogan (Hogan Lake)                     | 444              | 0,8 x 0,43                                       | 57°12′27″N 135°06′49″W | Il lago è tributario del fiume Katlian (Katlian River) che sfocia nella baia di Katlian (Katlian Bay).                                              |
| Lago di Indigo (Indigo Lake)                   | 745              | 1,29 x 0,77                                      | 57°00′48″N 135°04′00″W | Le sue acque sono tributarie del lLago di Medvejie (Medvejie Lake).                                                                                 |
| Lago di Irina (Lake Irina)                     | 551              | 1,61 x 0,60                                      | 56°55′00″N 135°08′03″W | Le acque sono tributarie del lago di Redoubt (Redoubt Lake).                                                                                        |
| Lago di Jetty (Jetty Lake)                     | 82               | 1,13                                             | 56°18′02″N 134°40′17″W | Questo lago riceve le acque dal lago Betty (Betty Lake).                                                                                            |
| Lago di Kasnyku (Kasnyku Lake)                 | 198              | 2,74 x 0,38                                      | 57°10′39″N 134°52′15″W | Il lago, tramite il suo emissario Kasnyku Creek sfocia nella baia di Waterfall (Waterfall Cove) compresa nello stretto di Chatham (Chatham Strait). |
| Lago di Khvostof (Khvostof Lake)               | 217              | 2,25 x 0,75                                      | 56°31′45″N 134°53′55″W | Questo lago si trova lungo il percorso del fiume Maksoutof (Maksoutof River).                                                                       |
| Lago di Leona (Leona Lake)                     | 181              | 0,64                                             | 56°16′03″N 134°42′01″W | Il lago è tributario della baia di John (John Bay) e riceve le acque dal monte Koten (Kolloen Mount)                                                |
| Lago di Long (Long Lake)                       | 238              |                                                  | 56°52′37″N 134°44′03″W | Le acque del lago alimentano la baia di Red Bluff (Red Bluff Bay) attraverso il piccolo lago di Deep (Deep Lake).                                   |
| Laghi di Lucky Chance (Lucky Chance Lakes)     | 809              |                                                  | 56°57′22″N 135°02′51″W | Le acque dei due piccoli laghi sono tributarie tramite il fiume Salmon (Salmon Creek) del lago di Salmon (Salmon Lake).                             |
| Lago di Maksoutof (Maksoutof Lake)             | 174              | 3,10 x 0,52                                      | 56°29′53″N 134°55′49″W | Questo lago si trova lungo il percorso del fiume Maksoutof (Maksoutof River).                                                                       |
| Lago di Medvejie (Medvejie Lake)               | 77               | 1,6 x 0,3                                        | 57°01′21″N 135°07′17″W | Le sue acque sono tributarie della baia di Silver (Silver Bay).                                                                                     |
| Lago di Nakvassin (Nakvassin Lake)             | 15               | 1,13                                             | 56°27′07″N 134°44′21″W | Le acque dei laghi si immettono direttamente nella baia di Herbert (Port Herbert).                                                                  |
| Lago di Osprey (Lake Osprey)                   | 47               | 2,09                                             | 56°23′53″N 134°40′33″W | |
| Lago di Parry (Parry Lake)                     | 84               | 1,29 x 0,21                                      | 56°39′06″N 134°41′16″W | Le acque sono tributarie della baia di Patterson (Patterson Bay)                                                                                    |
| Lago di Pinta (Pinta Lake)                     | 733              | 0,32 x 0,15                                      | 56°57′28″N 135°04′05″W | Le sue acque sono tributarie della baia di Silver (Silver Bay).                                                                                     |
| Lago di Plotnikof (Plotnikof Lake)             | 104              | 6,44 x 0,4                                       | 56°33′47″N 134°54′12″W | Le acque sono tributarie della baia di Banks (Port Banks).                                                                                          |
| Lago di Politofski (Politofski Lake)           | 21               | 2,25 x 0,3                                       | 56°44′35″N 134°56′37″W | Le acque sono tributarie della baia di Small (Small Arm).                                                                                           |
| Lago di Redoubt (Redoubt Lake)                 | 4                | 15,29 x 1,08                                     | 56°53′16″N 135°15′01″W | Le acque sono tributarie della baia di Redoubt (Redoubt Bay).                                                                                       |
| Lago di Rezanof (Rezanof Lake)                 | 225              | 4,83 x 0,72                                      | 56°32′32″N 134°50′36″W | Questo lago si trova lungo il percorso del fiume Maksoutof (Maksoutof River).                                                                       |
| Laghi di Rostislaf (Rostislaf Lakes)           | 178              |                                                  | 56°28′46″N 134°41′19″W | Le acque dei laghi si immettono direttamente nello stretto di Chatham (Chatham Strait).                                                             |
| Lago di Sadie (Sadie Lake)                     | 489              | 1,6 x 0,3                                        | 57°06′11″N 134°50′35″W | Il lago, tramite il suo emissario, è tributario della baia di Warm Springs (Warm Springs Bay)                                                       |
| Lago di Salmon (Salmon Lake)                   | 10               |                                                  | 56°57′44″N 135°08′59″W | Le sue acque sono tributarie della baia di Silver (Silver Bay).                                                                                     |
| Lago di Sashin (Sashin Lake)                   | 79               | 2,09                                             | 56°21′30″N 134°41′33″W | Il lago, tramite il fiume Sashin (Sashin Creek) è tributario della baia di Walter (Big Port Walter).                                                |
| Lago di Takatz (Takatz Lake)                   | 274              | 2,41 x 0,67                                      | 57°07′34″N 134°54′27″W | Il lago, tramite il suo emissario Takatz Creek sfocia nella baia di Takatz (Takatz Bay) compresa nello stretto di Chatham (Chatham Strait).         |
| Lago di Thimbleberry (Thimbleberry Lake)       | 39               | 0,32 x 01                                        | 57°02′33″N 135°15′10″W | |
| Lago di Tumakof (Tumakof Lake)                 | 9                | 2,25                                             | 56°22′07″N 134°51′35″W | Il lago è tributario della baia di Redfish (Redfish Bay)                                                                                            |
| Lago di Upper Brentwood (Upper Brentwood Lake) | 269              | 2,4 x 0,35                                       | 56°37′05″N 134°45′16″W | |
| Lago di Yermak (Yermak Lake)                   | 103              | 1,77 x 0,38                                      | 56°41′38″N 134°39′38″W | Le acque si riversano direttamente nello stretto di Chatham (Chatham Strait).                                                                       |